# Plush (Oregon)

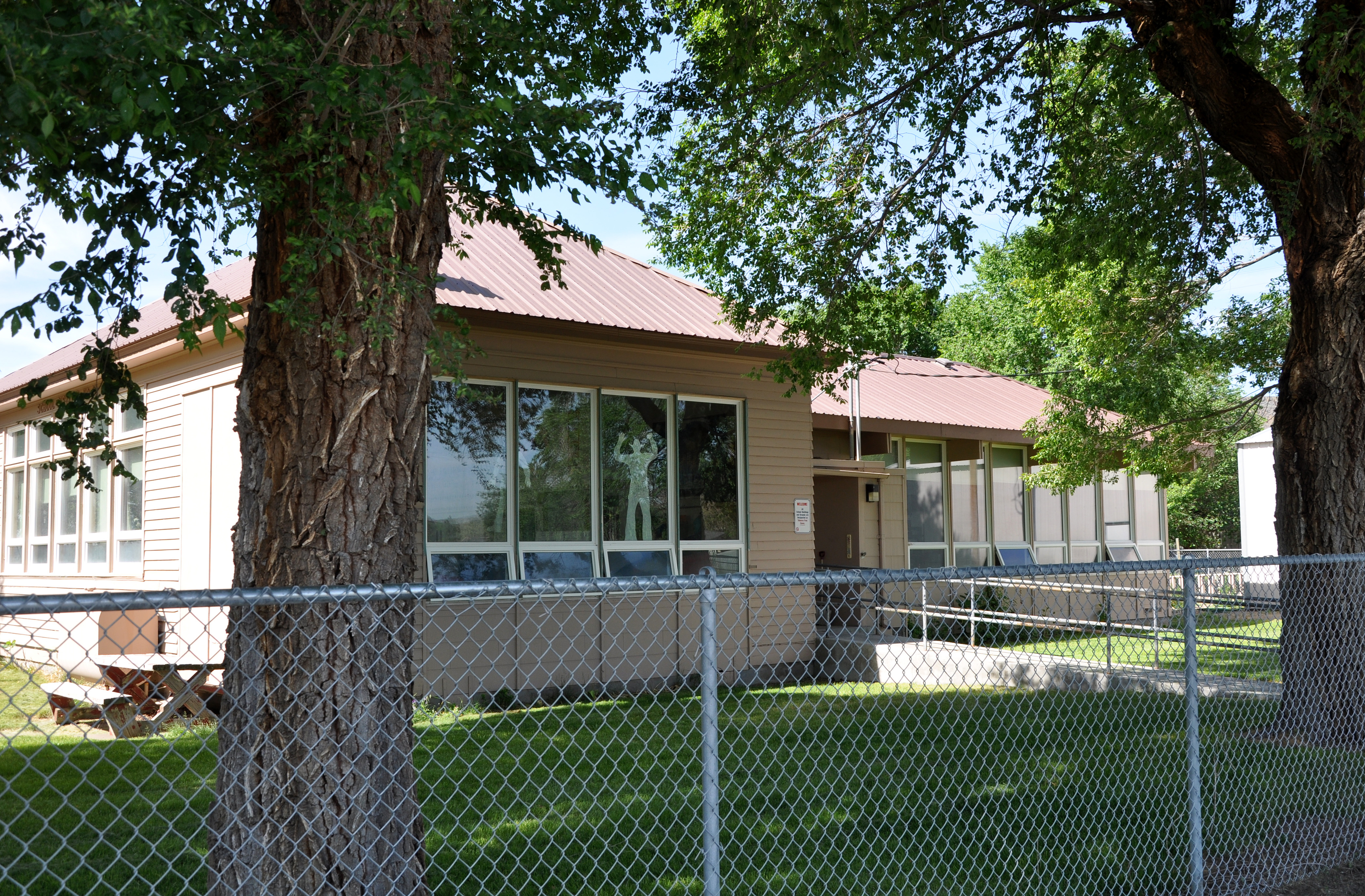
A Plush School 2015-ben

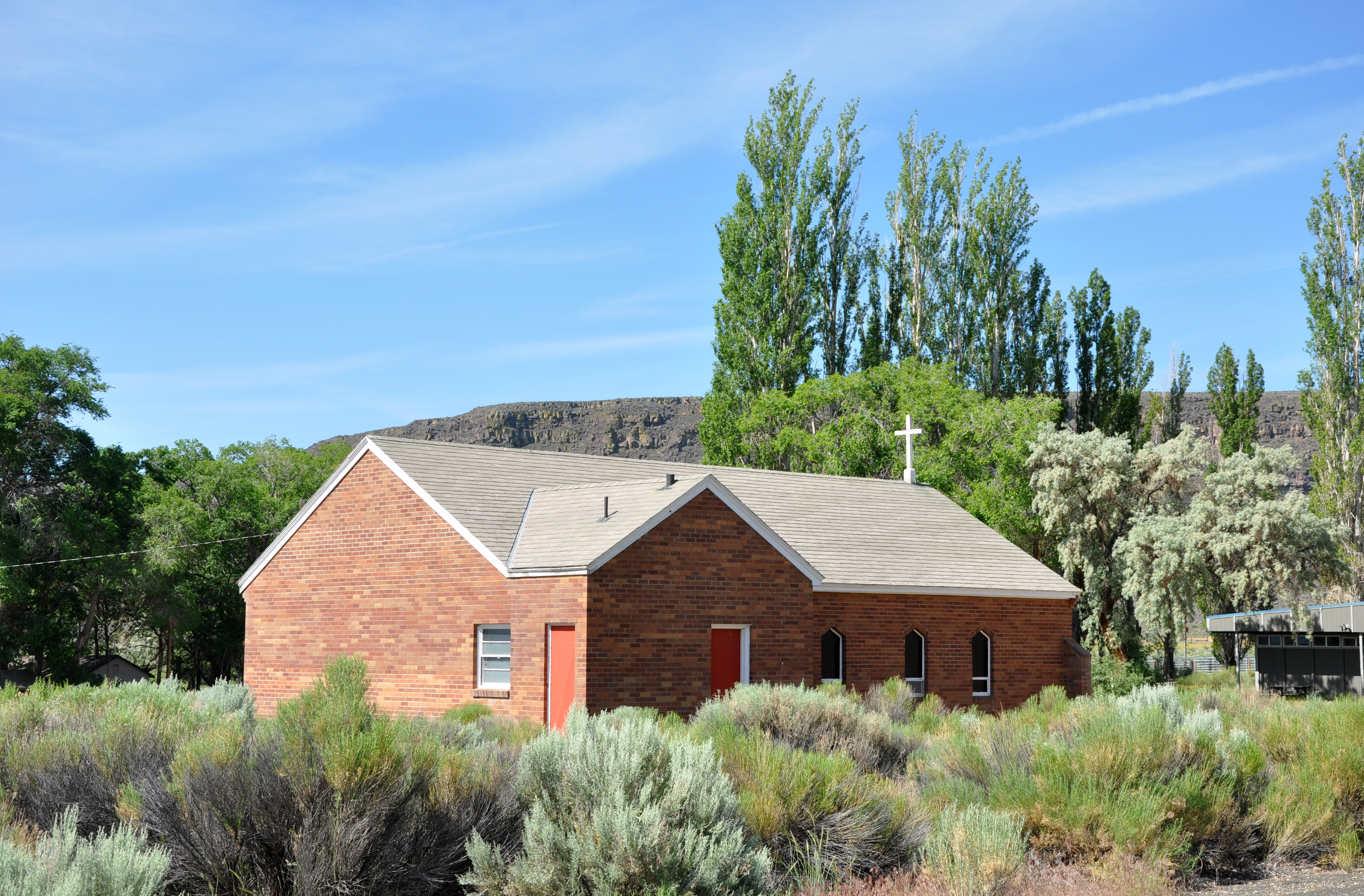
A helyi templom

Plush az Amerikai Egyesült Államok északnyugati részén, Oregon állam Lake megyéjében egy száraz, ritkán lakott részen, Lakeview-tól 60 km-re északkeletre elhelyezkedő statisztikai- és önkormányzat nélküli település. A 2010. évi népszámláláskor 120 lakosa volt. Területe 4,2 km², melynek 100%-a szárazföld.
A település iskolái a Plush-i Iskolakerület alá tartoznak. A Plush School helyi diákokat óvodától harmadik osztályig fogad, míg a szomszédos Adeli Iskolakerület negyedik–nyolcadik osztályos tanulói is ide járhatnak; a két részlegnek körülbelül tucatnyi nebulója van. A helyi fiatalok középfokú tanulmányokat a Lakeview High Schoolban vagy a Paisley Schoolban folytathatnak.
A közösség területén található egy vegyesbolt, egy általános iskola, illetve egy templom. Közeli látnivalók a Hart-hegyi Nemzeti Antilop-rezervátum, a Warner Tájvédelmi Körzet és az Oregoni Nyilvános Avanturin-lelőhely.

## Történet
A Warner-völgyben már 100 ezer éve is éltek emberek. Az indiánok által több ezer évig kedvelt helyen a 19. század második felében juhot legeltettek és marhát tenyésztettek. Az őslakosok jelenlétét a területen talált sziklarajzok, magaslesek, obszidiánból készült szerszámok darabjai és más leletek is bizonyítják. Az észak-paiute-ok Kidütökadö törzse a Hart-hegy magasabban fekvő, keleti röghegységét preferálta.
Az európai–amerikai telepesek által felépített közösség a 19. században leginkább az állattenyésztés köré összpontosult; a helyi juhászok ír katolikusok voltak; neveik és templomaik a helyi történelem fontos részei.
A név elvileg egy a 19. században a településen játszott pókerjátszmán rosszul ejtett kifejezésből ered: a „flush” (magyarul flöss) szót valaki „plush-nek” mondta. A helyi postahivatalt 1888-ban létesítették, első vezetője pedig David R. Jones volt. 1898-ban Daniel Boone, az azonos nevű kentucky felfedező rokona lett a postamester, aki a hivatal mellett egy boltot nyitott.

## Földrajz és éghajlat

### Földrajz
Plush a Warner-völgyben, Lakeview-tól 60 km-re északkeletre, Adeltól pedig 29 km-re északra helyezkedik el. A völgyet észak–dél irányban szeli át a Plush–Adel Road, Plusht a 140-es úttal Adeltól nyugatra pedig a Plush Cutoff köti össze. A Hogback Road északi, a Hart Mountain pedig észak–északkeleti irányban, a Warner Tájvédelmi Körzet kritikus környezetvédelmi övezete és antiloprezervátuma felé hagyja el a települést.
Plushtól 2 km-re keletre, a Hart-hegy lábánál található a Hart-tó. A közösségen keresztülfolyik a délre lévő Albert-gyűrűtől eredő, és keletre kanyarodó, a Hart-tóba torkolló Méz-patak. Az Albert-gyűrű 1800, a Hart-hegy pedig 2400 méter magas.
A közösségtől 40 km-re északra található egy részben magán-, részben pedig köztulajdonú avanturin-lelőhely, amelyet a Földművelésügyi Hivatal felügyel. A helyszínen a hobbibányászoknak lehetősége nyílik, hogy a lávafolyamban 13–14 millió éve megkövesedett földpátokat kitermeljék. Az avanturint Oregon nemzeti ásványává választották.

### Éghajlat
A Köppen-skála alapján a város éghajlata félszáraz (BSk-val jelölve). A legmelegebb hónap július, a leghidegebb pedig december.
| Hónap                         | Jan.  | Feb.  | Már.  | Ápr.  | Máj.  | Jún. | Júl. | Aug. | Szep. | Okt.  | Nov.  | Dec.  | Év    |
| ----------------------------- | ----- | ----- | ----- | ----- | ----- | ---- | ---- | ---- | ----- | ----- | ----- | ----- | ----- |
| Rekord max. hőmérséklet (°C)  | 17,2  | 20,0  | 27,4  | 29,4  | 34,4  | 36,7 | 39,4 | 40,6 | 38,9  | 31,1  | 23,9  | 18,3  | 40,6  |
| Átlagos max. hőmérséklet (°C) | 5,0   | 7,2   | 10,6  | 13,9  | 18,9  | 24,4 | 29,4 | 28,4 | 23,3  | 17,2  | 10,0  | 5,6   | 16,2  |
| Átlaghőmérséklet (°C)         | 0,0   | 2,0   | 3,9   | 7,0   | 11,6  | 15,6 | 19,2 | 18,1 | 13,9  | 9,2   | 3,9   | −0,8  | 8,7   |
| Átlagos min. hőmérséklet (°C) | −5,0  | −3,3  | −2,8  | 0,0   | 3,3   | 6,7  | 8,9  | 7,8  | 4,4   | 1,1   | −2,8  | −7,2  | 0,9   |
| Rekord min. hőmérséklet (°C)  | −36,7 | −28,9 | −18,3 | −14,4 | −10,3 | −5,0 | −3,9 | −5,6 | −11,1 | −21,1 | −26,1 | −31,1 | −36,7 |
| Forrás: The Weather Channel   |       |       |       |       |       |      |      |      |       |       |       |       |       |

## Népesség
A 2010-es népszámláláskor  57 lakója, 29 háztartása és 15 családja volt. A népsűrűség 13,6 fő/km2. A lakóegységek száma 48, sűrűségük 11,4 db/km2. A lakosok 89,5%-a fehér,  7%-a indián,   1,8%-a egyéb, 1,8%-a pedig kettő vagy több etnikumú. A spanyol vagy latino származásúak aránya 10,5% (1,8% mexikói,  1,8% kubai, 7,8% egyéb spanyol vagy latino származású.)
A háztartások 17,2%-ában élt 18 évnél fiatalabb. 41,4% házas, 10,3% egyedülálló nő,  48,3% pedig nem család. 31% egyedül élt; %-uk 65 éves vagy idősebb. Egy háztartásban átlagosan 1,97 személy élt; a családok átlagmérete 2,4 fő.
A medián életkor 54,8 év volt. Lakóinak 12,3%-a 18 évesnél fiatalabb, 5,3% 18 és 24 év közötti, 12,3%-uk 25 és 44 év közötti, 52,5%-uk 45 és 64 év közötti, 17,5%-uk pedig 65 éves vagy idősebb. A lakosok 50,9%-a férfi, 49,1%-a pedig nő.

## Fordítás
Ez a szócikk részben vagy egészben  a   Plush, Oregon című angol Wikipédia-szócikk ezen változatának fordításán alapul.  Az eredeti cikk szerkesztőit annak laptörténete sorolja fel. Ez a jelzés csupán a megfogalmazás eredetét és a szerzői jogokat jelzi, nem szolgál a cikkben szereplő információk forrásmegjelöléseként.